# Stephen Walsh
Pour les articles homonymes, voir Walsh.
Stephen Walsh (26 août 1859 - 16 mars 1929) est un mineur britannique, syndicaliste et homme politique du parti travailliste .

## Biographie
Né à Liverpool, Walsh devient orphelin très jeune. Il fait ses études dans une école industrielle de la région de Kirkdale de la ville, quittant l'école à l'âge de 13 ans pour travailler dans une mine de charbon à Ashton à Makerfield .
Walsh est un responsable de la Fédération des mineurs du Lancashire et du Cheshire avant d'être élu au parlement pour Ince aux élections générales de 1906. Plus tard cette année-là, il attaque l'idée qu'un député avait besoin d'une éducation Oxbridge ajoutant que: "Pour utiliser une métaphore arithmétique, le parti travailliste avait réduit les points de différence entre les classes ouvrières au plus petit dénominateur commun, et avait promu et développé le la plus grande mesure commune d’action unie » .
Walsh est membre du gouvernement de coalition de David Lloyd George en tant que secrétaire parlementaire du ministère du Service national en 1917 et secrétaire parlementaire du Conseil du gouvernement local de 1917 à 1919.
Walsh s'est présenté aux élections de 1918 en tant que candidat de la coalition travailliste opposé au parti travailliste officiel. Il est vice-président du Syndicat national des mineurs de 1922 à 1924 jusqu'à ce qu'il soit nommé secrétaire d'État à la guerre par Ramsay MacDonald en janvier 1924, poste qu'il occupe jusqu'à la chute du gouvernement en novembre de la même année. Il est admis au Conseil privé en janvier 1924.
Un des fils de Walsh est mort pendant la Première Guerre mondiale. Walsh lui-même meurt en mars 1929, âgé de 69 ans.